# Робертсон, Кэтлин
Кэ́тлин Ро́бертсон (англ. Kathleen Robertson, род. 8 июля 1973) — канадская актриса и сценаристка.

## Ранние годы
Кэтлин Робертсон родилась и выросла в Гамильтоне, Онтарио, Канада. В 10 лет она начала обучение на актёрских курсах, а также стала заниматься танцами и пением, и уже в этом возрасте получила свою первую роль в пьесе «Энни» на сцене театра «Хэмилтон».

## Карьера
Робертсон начала актёрскую карьеру со съёмок в эпизодах таких телесериалов как «Моё второе я», «Кэмпбеллы», ENG и других. В начале 1990- х годов она переехала в Лос-Анджелес и снималась в таких телефильмах как Quiet Killer и «В ночных лабиринтах смерти», а в 1990—1993 годах играла одну из главных ролей в сериале «Странная семейка».

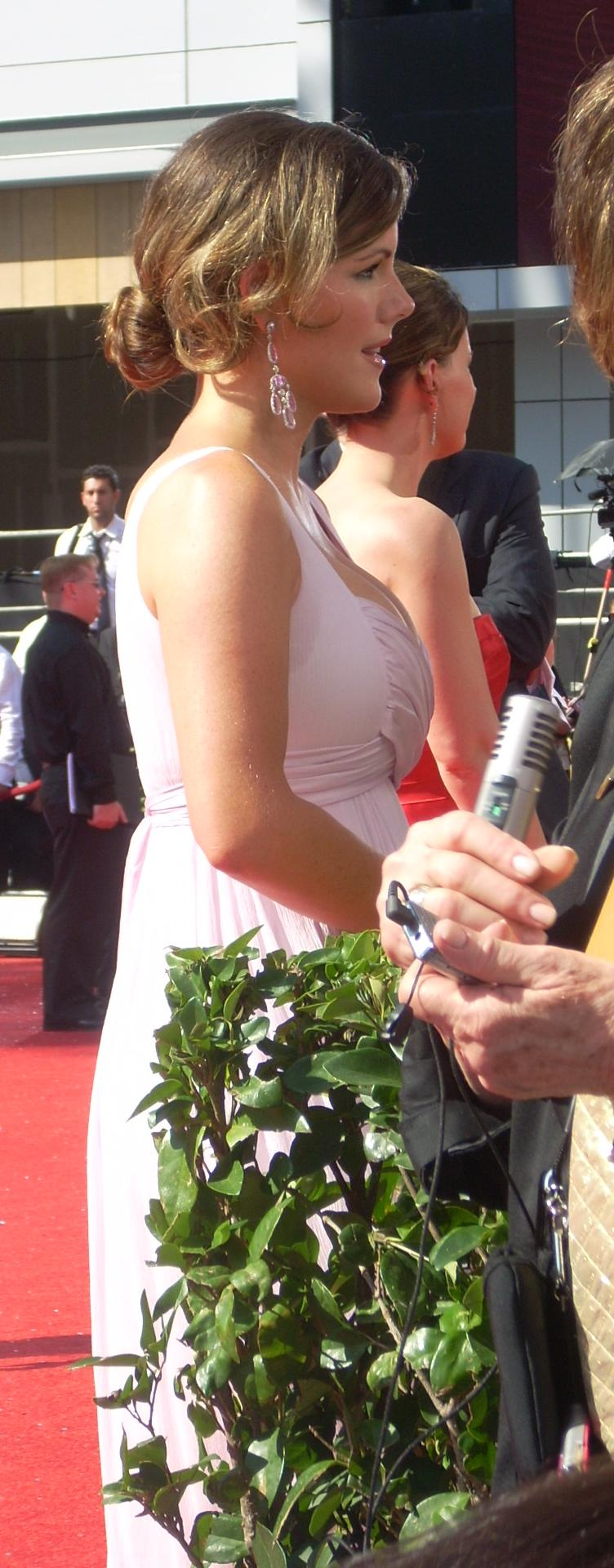
Робертсон в 2008 году

Робертсон получила известность после съёмок в телесериале «Беверли-Хиллз, 90210», в котором она снималась с 1994 по 1997 год. Изначально актрису пригласили на роль Клэр Арнольд всего на 5 эпизодов, но в итоге этот персонаж настолько понравился зрителям, что Робертсон получила регулярную роль в шоу.
В 1997 году Робертсон снялась в картине Грегга Араки «Нигде», в 1998 году — в фильме «Собачий парк», а в 1999 году — в фильме «Роскошная жизнь». В 2000 году Кэтлин вместе с Минни Драйвер сыграла в фильме «Красивая», режиссёром которого выступила актриса Салли Филд. В 2001 году актриса получила роль Тео в сиквеле фильма «Очень страшное кино 2», снятого Кинаном Айвори Уайансом, вместе с Биллом Мюрреем появилась в комедии «Поговорим о сексе», а также сыграла эпизодическую роль в фильме кинокомпании «Я — Сэм» с Шоном Пенном в главной роли.
В 2002 году Робертсон вместе с Марком Руффало сыграла главную роль в эротической драме режиссёра Остина Чика «XX/XY». Этот фильм был представлен в номинации «Лучший драматический фильм» на фестивале «Сандэнс». В том же году за роль в фильме «Торс», в котором Робертсон сыграла известную канадскую убийцу Эвелин Дик, она была номинирована на премию «Джемини» в категории «Лучшая актриса».
В 2002 году Робертсон снималась в телесериале Дэвида Э. Келли «Женский клуб». В 2006—2007 годах она продюсировала телесериал «Бизнес», в котором она также исполнила главную роль. В 2007 году она получила главную роль в фантастическом мини-сериале «Заколдованное королевство». В том же году за главную роль в фильме «Последный поворот» Робертсон была вновь номинирована на премию «Джемини» в категории «Лучшая актриса».
В 2014—2016 годах Робертсон играла главную женскую роль в сериале «Убийство первой степени».

## Личная жизнь
В 1997—1999 годах Кэтлин встречалась с режиссёром Греггом Араки. В 2004 году Кэтлин вышла замуж за продюсера Криса Коулса. 9 июля 2008 года у пары родился сын, которого назвали Уильямом, а в октябре 2016 года на свет появился второй сын Беннетт.

## Фильмография
| Год       |    | Русское название                      | Оригинальное название                       | Роль                      |
| --------- | -- | ------------------------------------- | ------------------------------------------- | ------------------------- |
| 1985      | ф  | —                                     | Left Out                                    | н/д                       |
| 1988      | с  | Моё второе я                          | My Secret Identity                          | Дженнифер                 |
| 1990      | с  | Кэмпбеллы                             | The Campbells                               | Доротея Спенсер           |
| 1990      | с  | —                                     | E.N.G.                                      | Дария                     |
| 1990      | с  | —                                     | C.B.C.’s Magic Hour                         | Синтия Банди              |
| 1990—1993 | с  | Странная семейка                      | Maniac Mansion                              | Тина Эдисон               |
| 1991      | ф  | Провал памяти                         | Lapse of Memory                             | Патрик / Мелоди           |
| 1992      | ф  | Конец лжеца                           | Liar’s Edge                                 | Бобби Своггарт            |
| 1992      | тф | —                                     | Quiet Killer                                | Сара Доббс                |
| 1993      | тф | В ночных лабиринтах смерти            | Survive the Night                           | Джули                     |
| 1993      | тф | Смертельный поцелуй                   | Blown Away                                  | Дарла                     |
| 1993      | с  | Скрытая комната                       | The Hidden Room                             | Энн Мориссон              |
| 1994      | тф | По долгу службы: Цена мести           | In the Line of Duty: The Price of Vengeance | Сьюзан Уильямс            |
| 1994      | с  | И да помогут нам небеса               | Heaven Help Us                              | н/д                       |
| 1994—1997 | с  | Беверли-Хиллз, 90210                  | Beverly Hills, 90210                        | Клэр Арнольд              |
| 1995      | с  | Правосудие Берка                      | Burke’s Law                                 | Трейси Берд               |
| 1997      | ф  | Нигде                                 | Nowhere                                     | Люцифер                   |
| 1998      | ф  | Я проснулся рано в день моей смерти   | I Woke Up Early the Day I Died              | кассирша                  |
| 1998      | ф  | Собачий парк                          | Dog Park                                    | Черил                     |
| 1999      | ф  | Роскошная жизнь                       | Splendor                                    | Вероника                  |
| 2000      | ф  | Пляжный психоз                        | Psycho Beach Party                          | Ронда                     |
| 2000      | ф  | Красивая                              | Beautiful                                   | Ванда Лав / мисс Теннесси |
| 2001      | ф  | Очень страшное кино 2                 | Scary Movie 2                               | Тео                       |
| 2001      | ф  | Поговорим о сексе                     | Speaking of Sex                             | Грейс                     |
| 2001      | ф  | Я — Сэм                               | I Am Sam                                    | официантка                |
| 2002      | ф  | XX/XY                                 | XX/XY                                       | Тея                       |
| 2002      | тф | Торс                                  | Torso: The Evelyn Dick Story                | Эвелин Дик                |
| 2002      | с  | Женский клуб                          | Girls Club                                  | Джинни Фоллз              |
| 2003      | ф  | Две жизни Грея Эванса                 | I Love Your Work                            | журналистка               |
| 2003      | тф | Во тьме                               | In the Dark                                 | Рейчел Спеллер            |
| 2004      | ф  | До ночи                               | Until the Night                             | Элизабет                  |
| 2004      | ф  | Контроль                              | Control                                     | Иден Росс                 |
| 2005      | с  | Закон и порядок: Преступное намерение | Law & Order: Criminal Intent                | Дарла Пирсон              |
| 2005      | ф  | —                                     | Mall Cop                                    | Донна                     |
| 2006      | тф | Последний поворот                     | Last Exit                                   | Бет Уэлланд               |
| 2006      | ф  | Смерть Супермена                      | Hollywoodland                               | Кэрол ван Ронкел          |
| 2006      | с  | Медиум                                | Medium                                      | Дайана Марвин / Кэти      |
| 2006—2007 | с  | Бизнес                                | The Business                                | Джулия Салливан           |
| 2007      | с  | Заколдованное королевство             | Tin Man                                     | Азкаделлия                |
| 2008      | ф  | Игрок 5150                            | Player 5150                                 | Эли                       |
| 2008      | тф | Сосед-террорист                       | The Terrorist Next Door                     | Николь                    |
| 2008      | тф | Повелители мира                       | Glitch                                      | Ли                        |
| 2009      | с  | Горячая точка                         | Flashpoint                                  | Хелен Митчелл             |
| 2009      | ф  | Со школьных лет                       | Not Since You                               | Эми Смит                  |
| 2010      | с  | C.S.I.: Место преступления Майами     | CSI: Miami                                  | Кайла Пеннингтон          |
| 2010      | ф  | Ночь умирающего тигра                 | A Night for Dying Tigers                    | Джулс                     |
| 2011      | ф  | Доказательство любви                  | Losing Control                              | Лесли                     |
| 2011      | с  | Копы-новобранцы                       | Rookie Blue                                 | Лесли Аткинс              |
| 2011      | ф  | —                                     | Down the Road Again                         | Бетти-Джо Мейл            |
| 2011—2012 | с  | Босс                                  | Boss                                        | Китти О’Нил               |
| 2012      | тф | Кодовое имя «Джеронимо»               | Seal Team Six: The Raid on Osama Bin Laden  | Вивиан                    |
| 2013      | с  | Надломленные                          | Cracked                                     | Эрин Ласуэлл              |
| 2013      | тф | Мистер Хоккей: История Горди Хоу      | Mr. Hockey: The Gordie Howe Story           | Коллин Хоу                |
| 2013      | тф | Время смерти                          | Deadtime                                    | Джордан Прайс             |
| 2014      | с  | Мотель Бейтс                          | Bates Motel                                 | Джоди Морган              |
| 2014—2016 | с  | Убийство первой степени               | Murder in the First                         | Хилди Маллиган            |
| 2015      | ф  | Ватиканские записи                    | The Vatican Tapes                           | доктор Ричардс            |
| 2015      | с  | Картер Донован: Искупление            | The Fixer                                   | Элли Моларо               |
| 2019      | с  | Северное спасение                     | Northern Rescue                             | Чарли Андерс              |
| 2021      | с  | Пространство                          | The Expanse                                 | Розенфелд Гуолян          |